# Min Søn, Mesterbokseren
Min Søn, Mesterbokseren er en amerikansk stumfilm fra 1922 af Phil Rosen.

## Medvirkende
- Wallace Reid som William Burroughs
- Lois Wilson som Lady Elizabeth
- Lionel Belmore som John Burroughs
- Henry Miller, Jr. som George Burroughs
- Helen Dunbar som Mrs. Burroughs
- Leslie Casey som Reverend David Burroughs